# Hwap'yŏng-gun
Hwap'yŏng-gun (koreanska: 화평군) är en kommun i Nordkorea.   Den ligger i provinsen Chagang, i den norra delen av landet, 260 km norr om huvudstaden Pyongyang.